# استان‌های ایران
ایران به سی‌ویک استان تقسیم می‌شود. ادارهٔ هر استان برعهدهٔ مرکز استان است که معمولاً بزرگ‌ترین شهر آن استان به حساب می‌آید. استاندار مسئول ادارهٔ استان است که به وسیلهٔ وزیر کشور با تصویب اعضای هیئت دولت منصوب می‌شود.

نقشهٔ استان‌های ایران برپایهٔ جمعیت در سال ۱۴۰۰

نقشهٔ استان‌های ایران برپایهٔ تراکم جمعیت در سال ۱۳۹۲

نقشهٔ استان‌های ایران برپایهٔ شاخص توسعهٔ انسانی در سال ۱۳۹۶
Legend:
۰٫۸۰۰ – ۱٫۰۰۰ (خیلی بالا)
۰٫۷۰۰ – ۰٫۷۹۹ (بالا)
۰٫۶۰۰ – ۰٫۶۹۹ (متوسط)

نقشهٔ استان‌های ایران برپایهٔ مشارکت در تولید ناخالص ملی در سال ۱۳۹۹

نقشهٔ استان‌های ایران برپایهٔ سرانهٔ تولید ناخالص ملی در سال ۱۳۹۱

## تاریخ معاصر
ایران از زمان پیمان پاریس در سال ۱۸۵۷، قلمرو مدرن خود را حفظ کرده‌است. از سال ۱۲۸۵ تا ۱۳۳۹، ایران به دوازده استان تقسیم می‌شد: اردلان، آذربایجان، بلوچستان، فارس، گیلان، عراق عجم، خراسان، خوزستان، کرمان، لارستان، لرستان و مازندران.
در سال ۱۳۱۶، ایران به منظور تشکیل ۱۰ استان با شماره استان‌های سازماندهی شد: استان اول؛ استان دوم؛ استان سوم؛ استان چهارم؛ استان پنجم همدان؛ استان ششم؛ استان هفتم؛ استان هشتم؛ استان نهم؛ استان دهم و استان‌ها به شماره و بدون مرکز نامگذاری شده بودند به‌دلیل این که در مقابل پایتخت سرکشی نکنند

نقشهٔ استان‌های ایران

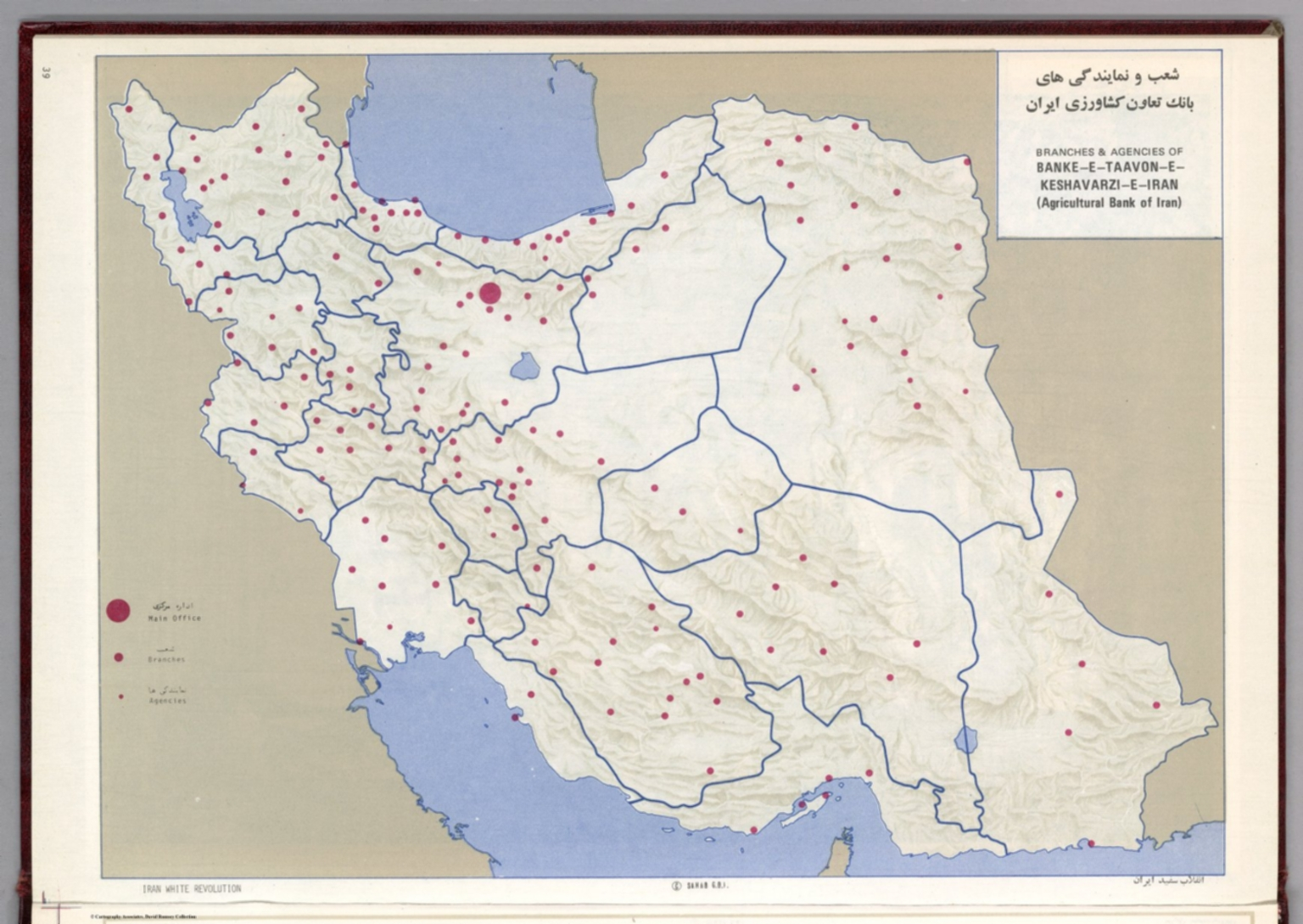
۲۴ استان ایران در نقشه سال ۱۳۵۱ خورشیدی

## اطلاعات

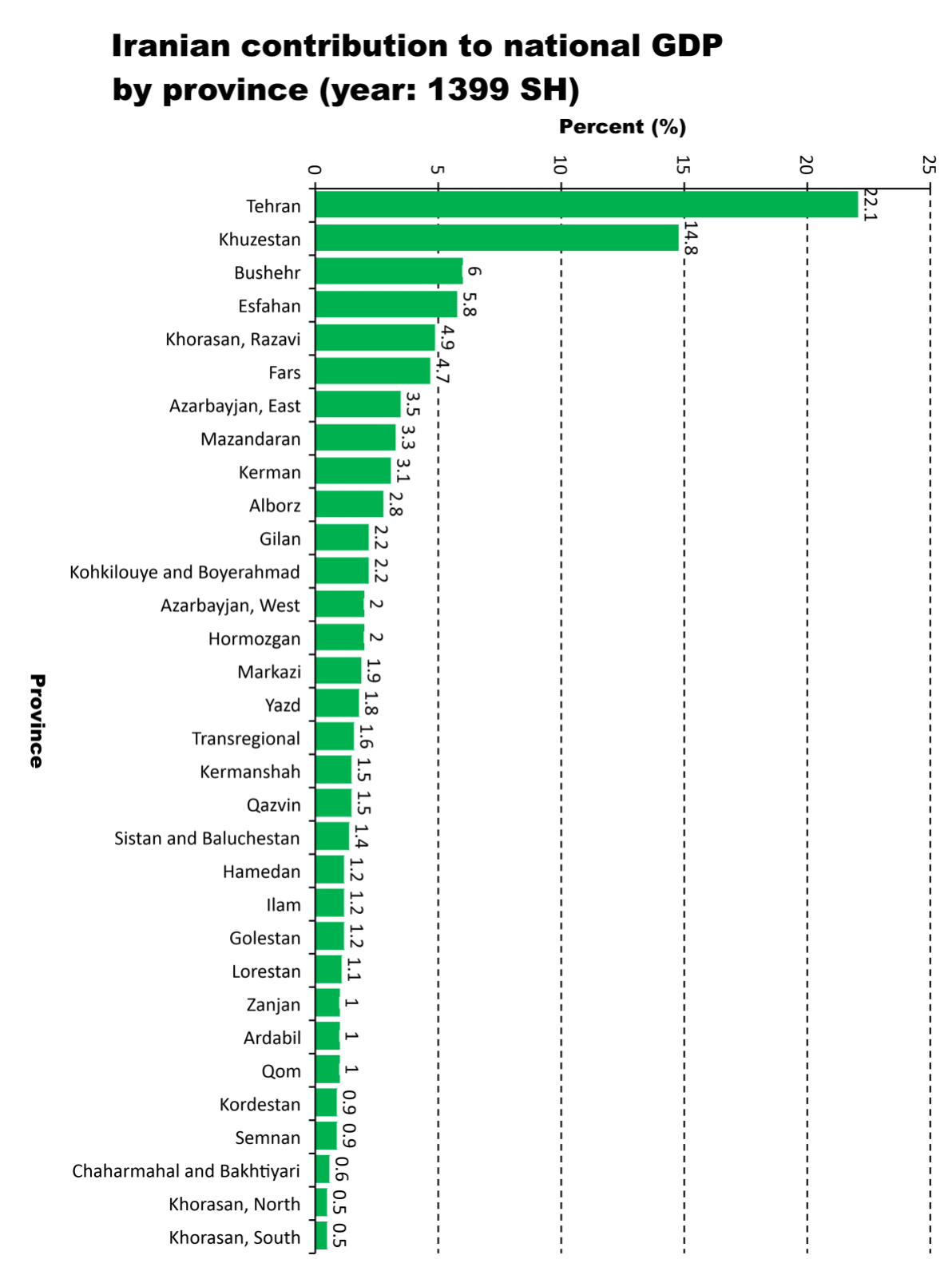
استان‌های ایران برپایهٔ مشارکت در تولید ناخالص ملی (سال ۱۳۹۹)

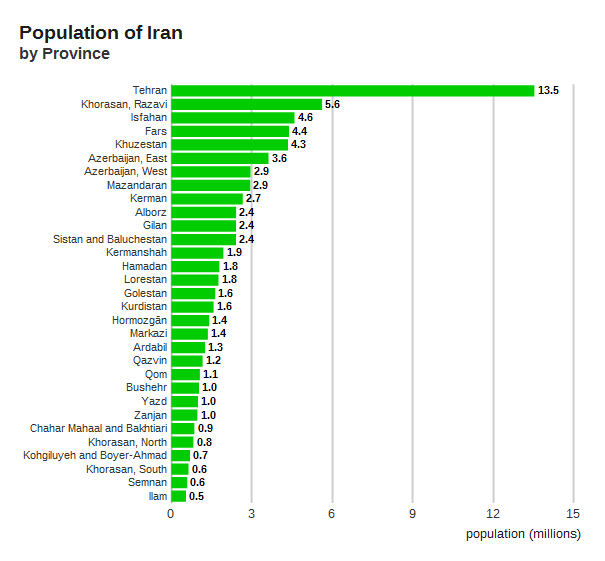
استان‌های ایران برپایهٔ جمعیت